# Anomis flammea
Anomis flammea là một loài bướm đêm trong họ Erebidae.